# یواس‌اس اشویل (پی‌اف-۱)
یواس‌اس اشویل (پی‌اف-۱) (به انگلیسی: USS Asheville (PF-1)) یک کشتی بود که طول آن ۳۰۱ فوت ۶ اینچ (۹۱٫۹۰ متر) بود. این کشتی در سال ۱۹۴۲ ساخته شد.